# 88
88 ou 88 d.C. foi um ano bissexto da Era de Cristo, no século I que teve início a uma terça-feira e terminou a uma quarta-feira, de acordo com o Calendário Juliano. as suas letras dominicais foram F e E. Segundo o horóscopo chinês, foi o ano do Rato.
| Ano completo                          |
| ------------------------------------- |
| Ano bissexto com início à terça-feira |

## Eventos
- Eleito o Papa Clemente I, 4º papa, que sucedeu ao Papa Anacleto I.

## Mortes
- Papa Anacleto I, 3º papa.